# Кропивницький півмарафон

Логотип Кропивницького півмарафону

Кропивницький півмарафон або Krop Half Marathon — щорічний, найбільший і наймасовіший легкоатлетичний забіг у Кропивницькому і Кіровоградській області для професійних спортсменів і бігунів-аматорів. Вперше був проведений 20 травня 2017 року під назвою Кропивницький міський півмарафон. У 2020 році IV Krop Half Marathon був запланований на 17 травня. Організатори забігу: біговий клуб KroRunClub і громадська організація «Клуб прогресивних ініціатив».

## 2019
У 2019 році у забігу взяло участь 267 учасників на дистанціях напівмарафону, 10 км, 5 км і благодійного забігу «Миля добра».

## 2020-2021
У 2020 році півмарафон був перенесений на 2021 рік у зв'язку світової пандемією COVID-19 і забороною проведення масових заходів. Вже 20 січня 2021 року організатори на офіційній сторінці Facebook повідомили про відміну забігу і в 2021 році. 
1. ↑  Кропивницький міський півмарафон 2017. www.facebook.com (укр.). Процитовано 26 жовтня 2019.
2. ↑  Офіційний сайт Кропивницького півмарафону. kr.halfmarathon.tilda.ws. Архів оригіналу за 17 січня 2020. Процитовано 5 січня 2020.
3. ↑  MYLAPS Sporthive Event Results. results.sporthive.com. Архів оригіналу за 30 січня 2020. Процитовано 30 січня 2020.
4. ↑  Забіг щасливих людей: Як у Кропивницькому провели третій напівмарафон – Depo.ua. www.depo.ua (укр.). Архів оригіналу за 30 січня 2020. Процитовано 30 січня 2020.
5. ↑  IV Krop Half Marathon (Кропивницький півмарафон). kr.halfmarathon.tilda.ws. Архів оригіналу за 17 січня 2020. Процитовано 20 лютого 2021.
6. ↑  Facebook сторінка Krop Half Marathon. Facebook (укр.). Процитовано 20 лютого 2021.